# Unterseeboot 400
L'Unterseeboot 400 ou U-400 est un sous-marin allemand (U-Boot) de type VIIC utilisé par la Kriegsmarine pendant la Seconde Guerre mondiale.
Il a été construit au chantier naval Howaldtswerke-Deutsche Werft à Kiel. Il fut commandé le 18 novembre 1942, lancé le 8 janvier 1944 et mis en service le 18 mars 1944, sous le commandement du Kapitänleutnant Horst Creutz.
Il a coulé lors de sa première patrouille en décembre 1944.

## Conception
Unterseeboot type VII, l'U-400 avait un déplacement de 769 tonnes en surface et 871 tonnes en plongée. Il avait une longueur totale de 67,10 m, un maître-bau de 6,20 m, une hauteur de 9,60 m, un tirant d'eau de 4,74 m et un tirant d'air de 4,86 m. Le sous-marin était propulsé par deux hélices de 1,23 m, deux moteurs diesel Germaniawerft F46 de 6 cylindres en ligne de 1 400 ch à 470 tr/min, produisant un total de 2 060 à 2 350 kW en surface et de deux moteurs électriques Garbe, Lahmeyer & Co. RP 137/c de 375 ch à 295 tr/min, produisant un total 550 kW, en plongée. Le sous-marin avait une vitesse en surface de 17,7 nœuds (32,8 km/h) et une vitesse de 7,6 nœuds (14,1 km/h) en plongée. Immergé, il avait un rayon d'action de 93 milles marins (150 km) à 4 nœuds (7,4 km/h; 4,6 milles par heure) et pouvait atteindre une profondeur de 230 m. En surface son rayon d'action était de 9 426 milles nautiques (soit 15 170 km) à 10 nœuds (19 km/h).
L'U-400 était équipé de cinq tubes lance-torpilles de 53,3 cm (quatre montés à l'avant et un à l'arrière) et embarquait quatorze torpilles. Il était équipé d'un canon de 8,8 cm SK C/35 (220 coups) et d'un canon de 20 mm Flak C30 en affût antiaérien. Il pouvait transporter 26 mines Torpedomine A ou 39 mines Torpedomine B. Son équipage comprenait 4 officiers et 44 à 56 sous-mariniers.

## Historique
Après des entraînements dans la 5. Unterseebootsflottille, l'U-400 fut affecté à la 11. Unterseebootsflottille le 1er novembre 1944.
Il quitte sa base en Norvège pour sa première patrouille de guerre le 15 novembre 1944, et patrouille au large de Land's End. Malgré des appels répétés du Befehlshaber der U-Boote, il ne donna plus signe de vie et fut considéré comme perdu fin janvier 1945. Après la guerre, les Alliés ont affirmé que l'U-400 a été coulé par des charges de profondeur lancé par le HMS Nyasaland (en) le 17 décembre 1944, à environ 30 milles marins (55,56 km) au sud-est de Kinsale, en Irlande.
L'U-400 n'a ni endommagé ni coulé de navire au cours de l'unique patrouille qu'il effectua.

### Découverte et révision des faits
L'épave de l’U-400 aurait été identifiée par le chasseur d'épave Innes McCartney et par l'historien Axel Niestle en 2006, à environ 10 milles nautiques au nord-ouest de Padstow, à proximité d'une autre épave de U-Boot, l'U-1021. Les deux sous-marins ont coulé dans le canal de Bristol, à une faible profondeur.
L'U-Boot qui aurait été coulé par le HMS Nyasaland serait l'U-772.
De nouvelles enquêtes affirment que l‘U-400 a été coulé le 15 décembre 1944 en mer Celtique au nord-ouest de Newquay, à la position géographique 50° 33′ 16″ N, 5° 11′ 37″ O, dans le champ de mines 'HX A1' au large des Cornouailles.

## Affectations
- 5. Unterseebootsflottille du 18 mars 1944 au 31 octobre 1944 (Période de formation).
- 11. Unterseebootsflottille du 1er novembre 1944 au 15 décembre 1944 (Unité combattante).

## Commandement
- Kapitänleutnant Horst Creutz du 18 mars 1944 au 15 décembre 1944.

## Patrouilles
|       | Commandant          | Départ           | Départ       | Arrivée          | Arrivée      | Jours    | Succès |
| ----- | ------------------- | ---------------- | ------------ | ---------------- | ------------ | -------- | ------ |
|       | Kptlt. Horst Creutz | 5 novembre 1944  | Kiel         | 6 novembre 1944  | Aarhus       | 2 jours  |        |
|       | Kptlt. Horst Creutz | 9 novembre 1944  | Aarhus       | 10 novembre 1944 | Horten       | 2 jours  |        |
| 1     | Kptlt. Horst Creutz | 15 novembre 1944 | Horten       | 16 novembre 1944 | Kristiansand | 2 jours  |        |
| L     | Kptlt. Horst Creutz | 18 novembre 1944 | Kristiansand | 15 décembre 1944 | Coulé        | 28 jours |        |
| Total | Total               | Total            | Total        | Total            | Total        | 34 jours | 0 t    |

Note : Kptlt. = Kapitänleutnant